# 小池桂一
小池 桂一（こいけ けいいち）は、日本の漫画家。 東京都出身。
幻覚や夢、悟り、瞑想による至高体験などトランスパーソナル心理学的な題材や、薬物等によるトリップ状態を描いたストーリーなど、意識の超越状態をテーマにした作品が多いため、著作は「サイケデリック・コミック」「アシッド・コミック」等と評されることが多い。
また、高度な作画技術と、繊細かつ緻密な描き込みが特徴的である。

## 略歴
1976年、第12回・手塚賞（集英社の少年向けストーリー漫画新人賞）にて、「ウラシマ」が受賞史上最年少（当時）の16歳で入選し、デビュー作となる。1981年 に渡米しRichard Williams Animation Inc. にてCM制作に参加。DIC Enterprises で、ABCネットワークのテレビ番組制作に参加後、プレゼンテーション・アート・ワークに携わる。1983年 には米マーベルコミック社発行の『Epic Illustrated』に『LANDED』を発表。翌年に帰国後、『ビックリハウス』『宝島』『コミックスコラ』『コミックOZ』『Photo Japon』『MOGA』『コミックバーガー』等に作品を発表する。1986年に、初の単行本となる『SPINOZA（スピノザ）』全2巻が作品社より刊行される。1988年には『かたじけない』が白泉社より刊行、『G（GATE 1）』（スコラ）が刊行される。2002年、『ウルトラヘヴン』第1巻がエンターブレインより刊行される。翌年には短編集『HEAVEN'S DOOR（ヘヴンズ ドア）』と『G（GATE 1）』復刻版がエンターブレインより刊行される。2005年、『ウルトラヘヴン』第2巻がエンターブレインより刊行。2009年に、『ウルトラヘヴン』第3巻および『かたじけない』復刻版がエンターブレインより刊行される。2011年、管啓次郎との共著『野生哲学 アメリカ・インディアンに学ぶ』が講談社より刊行される。

## 作品リスト
- ウラシマ（1976年下期 第12回手塚賞入選作、『週刊少年ジャンプ』1977年1号掲載。集英社）
- 再生（RE-GENERATION）（『少年ジャンプ』1977年9月10日増刊号掲載。集英社）
- LANDED（1983年『Epic Illustrated』10月号掲載。マーベルコミックス）
- 2001年度就職の旅（1984年『ビックリハウス』10月号掲載。パルコ出版。単行本『HEAVEN'S DOOR』に収録される際に「KNOCKIN'ON HEAVEN'S DOOR」に改題）
- 母をたずねて三千里（1985年『コミックスコラ』No.1掲載。スコラ）
- ラザロ・フランコの午前4時（1985年『コミックスコラ』No.2 - No.5連載。全4回。完結。スコラ）
- 浪人と海（1985年『THE BOOK OF RONIN』掲載。ぴあ）
- SHADOW MAN（1985年『コミックOZ』創刊号掲載。秋田書店）
- SPINOZA（スピノザ）（『Photo Japon』1985年12月号NO.26 - 1986年6月号NO.32連載。全7回。完結。福武書店）
- TOPOGRAPHIA（1986年『コミックOZ』2号掲載。秋田書店）
- G（GATE 1）（『コミックバーガー』1986年11月25日号 - 1987年4月14日号連載。完結。スコラ）
- かたじけない（1988年5月。描きおろし単行本として出版。白泉社）
  - 2009年12月、復刻版が刊行。（エンターブレイン）
- ASTROID（アストロイド）（1989年8月 - 1991年5月『月刊アーガマ』102号 - 120号連載。各8ページ、全19回。未完結。阿含宗出版社）
  - 2000年、『error』（美術出版社）Vol.00掲載。第1話・第2話のみ再録。
  - 2006年、『MHz』（マガジン・ファイブ）Vol.1 - Vol.3連載。『月刊アーガマ』掲載分を各4話ずつまとめ第12話まで復刻掲載。
- ルーパ（1992年『コミックトム』12月号掲載。潮出版）
- ケンボー日記（1994年『ラビットクラブ』Vol.3 - Vol.6連載。完結。みのり書房）
- 空路（1996年『コミックビーム』10月号掲載。アスキー）
- HORIZON（1998年、映画『グラン・ブルー』10周年記念リバイバル上映パンフレット掲載。日本ヘラルド）
- ウルトラヘヴン（1998年 『コミックビーム』10月号 - 1999年1月号連載。全4回。完結。アスキー）
  - 2001年から同誌に連載の同名の長編『ウルトラヘヴン』は、タイトルのみ同じの別作品である。
- 巻頭ポスター（カラーイラスト）（2000年『error』Vol.00掲載。美術出版社）
- スポンジ・ジェネレイション（2001年『error』Vol.2掲載。美術出版社）
- Bande de Moebius（2009年『ユリイカ』7月号「メビウスと日本マンガ特集号」掲載。青土社）
- 太陽の男と大地の女 ナバホ創世神話（2011年5月『野生哲学 アメリカ・インディアンに学ぶ』収録。46頁。講談社）
- ウルトラヘヴン（『コミックビーム』連載。エンターブレイン）
  - 2001年7月号 - 2002年1月号・3月号（第1部）
  - 2004年5月号 - 11月号・2005年2月号（第2部）
  - 2009年1月号 - 7月号・10 - 11月号（第3部）

    - 1998年から1999年にかけて同誌に連載された同名の中編『ウルトラヘヴン』は、タイトルのみ同じの別作品である。

## 単行本リスト
- SPINOZA（スピノザ）全2巻（完結）
  - （作品社）B6判ハードカバー、全頁カラー

  1. 1986年10月発行（212頁）ISBN 4878931256
  2. 1986年11月発行（216頁）ISBN 4878931264

- かたじけない
  - （白泉社版）1988年5月発行。118頁。B5判ハードカバー（現在絶版）ISBN 4592730526
  - （エンターブレイン版）2009年12月発行。（復刻版）118頁。B5判ハードカバー。ISBN 9784047262249
    - 白泉社版との変更点は、作者名が白泉社版では「小池桂一」単独であるのに対し、エンターブレイン版では「作画：小池桂一、原作：神崎夢現」に変更されている。内容そのものは、カバーイラスト等も含め白泉社版とまったく同一。

- G（GATE 1）
  - （スコラ版）1988年12月発行。291頁。A5判。（現在絶版）ISBN 4882750392
  - （エンターブレイン版）2003年4月発行。（復刻版）291頁。A5判。ISBN 4757713762
    - スコラ版との変更点はカバーイラストが描きおろしの新作に変更されたこと及び、中表紙の一部に主人公トマクの絵が追加されたこと。本文の内容はスコラ版とまったく同一。

- HEAVEN'S DOOR（ヘヴンズ ドア）
  - 短編集。2003年4月発行。（エンターブレイン）182頁。A5判。ISBN 4757713754
  - 収録作品内訳
    - 巻頭ポスター（2000年『error』Vol.00）5頁。
    - KNOCKIN'ON HEAVEN'S DOOR（原題『2001年度就職の旅』1984年『ビックリハウス』10月号）8頁。
    - 母をたずねて三千里（1985年『コミックスコラ』No.1）24頁。
    - ラザロ・フランコの午前4時（1話のみ掲載）（1985年『コミックスコラ』No.2）32頁。
    - 浪人と海（1985年『THE BOOK OF RONIN』）6頁。
    - ルーパ（1992年『コミックトム』12月号）32頁。
    - ケンボー日記（1994年『ラビットクラブ』Vol.3〜6）16頁。
    - スポンジ・ジェネレイション（2001年『error』Vol.2 ）8頁。
    - 空路（1996年『コミックビーム』10月号）32頁。
    - HORIZON（1998年映画『グラン・ブルー』10周年記念リバイバル上映パンフレット）7頁。
    - LANDED（1983年『Epic Illustrated』Marvel Comics Group・10月号）8頁。

- 野生哲学 アメリカ・インディアンに学ぶ
  - 管啓次郎との共著。2011年5月発行。（250頁）B6判。新書。（講談社現代新書）ISBN 9784062881074
  - （収録作品）太陽の男と大地の女（ナバホの創世神話）46頁。

- ウルトラヘヴン（既刊3巻）
  - （エンターブレイン）A5判。

  1. 2002年03月発行。(196頁) ISBN 4757707606
  2. 2005年05月発行。(212頁) ISBN 4757722141
  3. 2009年12月発行。(228頁) ISBN 9784047261280

  - フランス、イタリア、韓国等でも翻訳出版されている[要出典]。
  - 全4話完結の中編『ウルトラヘブン』は別作品であり、この長編作品『ウルトラヘヴン』単行本には未収録。